# Лихтенштајн на Зимским олимпијским играма 2010.
Лихтенштајну је ово било седамнаесто учешће на Зимским олимпијским играма. На Олимпијским играма 2010., у Ванкуверу, Британска Колумбија у Канади учествовали су са 7 учесника (4 мушкараца и 3 жене), који су се такмичили у три спорта. На свечаном отварању заставу Лихтенштајн носио је такмичар у бобу Richard Wunder.

## Учесници по спортовима
| Спорт          | Мушкарци | Жене | Укупно |
| -------------- | -------- | ---- | ------ |
| Алпско скијање | 1        | 1    | 2      |
| Боб            | 4        | 0    | 4      |
| Укупно (2)     | 5        | 1    | 6      |

## Алпско скијање

### Жене
| Такмичарке  | Дисциплина | Резултати  | Резултати  | Резултати | Резултати | Резултати      |
| Такмичарке  | Дисциплина | 1. трка    | 2. трка    | Укупно    | Заостатак | Пласман/ учес. |
| ----------- | ---------- | ---------- | ---------- | --------- | --------- | -------------- |
| Marina Nigg | Слалом     | 53,78 (30) | 53,05 (13) | 1:46,83   | 3,94      | 22 / 55 (78)   |

### Мушкарци
| Такмичар      | Дисциплина      | Резултати    | Резултати    | Резултати    |
| Такмичар      | Дисциплина      | Трка         | Заостатак    | Пласман/учес |
| ------------- | --------------- | ------------ | ------------ | ------------ |
| Marco Buechel | Спуст           | 1:54,84      | 0,53         | 8 / 59 (64)  |
| Marco Buechel | Супервелеслалом | Није завршио | Није завршио | Није завршио |

## Боб
| Такмичари                                                    | Дисциплина | Резултат        | Резултат        | Резултат        | Резултат        | Резултат        | Резултат        |
| Такмичари                                                    | Дисциплина | 1. вожња        | 2. вожња        | 3. вожња        | 4. вожња        | Укупно          | Пласман         |
| ------------------------------------------------------------ | ---------- | --------------- | --------------- | --------------- | --------------- | --------------- | --------------- |
| Michael Klingler Thomas Duerr                                | Двосед     | 56.18 (4,61)    | Нису стартовали | Нису стартовали | Нису стартовали | Нису стартовали | Нису стартовали |
| Michael Klingler Thomas Duerr Richard Wunder Juergen Berginz | Четворосед | Нису стартовали | Нису стартовали | Нису стартовали | Нису стартовали | Нису стартовали | Нису стартовали |